# Concong Tengah
Concong Tengah is een bestuurslaag in het regentschap Indragiri Hilir van de provincie Riau, Indonesië. Concong Tengah telt 1972 inwoners (volkstelling 2010).